# Roberto Romulo
Roberto Rey "Bobby" Romulo (Manilla, 9 december 1938 – 23 januari 2022) was een Filipijns diplomaat, minister van Buitenlandse Zaken en topman in het bedrijfsleven. 

## Biografie
Roberto Romulo werd geboren op 9 december 1938 in de Filipijnse hoofdstad Manilla. Hij was de tweede zoon uit een gezin met vier kinderen. Zijn ouders waren Carlos Romulo en diens eerste vrouw Virginia Llamas. Romulo studeerde aan de Universiteit van Georgetown, waar hij een Bachelor of Arts in politieke wetenschappen voltooide. In 1964 behaalde hij zijn Bachelor-diploma rechten aan de Ateneo de Manila. Hij werkte na zijn studie vanaf 1965 bij IBM in New York, Thailand en in de Filipijnen, waar hij diverse marketing en management functies bekleedde, hetgeen uiteindelijk resulteerde in een functie als algemeen manager van IBM Philippines in 1986.
In 1989 werd Romulo door president Corazon Aquino benoemd tot Filipijns ambassadeur in België, Luxemburg en voor de EU. Drie jaar later, in juni 1992, werd hij door president Fidel Ramos aangesteld als minister van Buitenlandse Zaken. Romulo was als niet-politicus een van de technocraten binnen het kabinet van Ramos. Hij probeerde in zijn periode als minister onder meer de Filipijnen beter te laten integreren in de ASEAN na de opzegging van het verdrag van de Amerikaanse basissen in 1992 en daarmee het zwakker worden van de banden met de Verenigde Staten. Op 1 mei 1995 zag Romulo zich gedwongen om af te treden nadat de Filipijnse regering er niet in was geslaagd om de executie van de Filipijnse huishoudelijke hulp Flor Contemplacion in Singapore te voorkomen.
Na zijn termijn als minister bekleedde hij diverse toppositie in het Filipijnse bedrijfsleven. Hij was onder meer voorzitter van de raad van bestuur van de Philippine Long Distance Telephone Company en vice-voorzitter van de raad van bestuur van San Miguel Corporation. Later was hij van 1997 tot 2007 topman van Interpharma Investments Ltd. 
Romulo schreef ook jarenlang columns in de Philippine Star.
Romulo overleed in 2022 op 83-jarige leeftijd. Hij was getrouwd met Olivia Montinola en kreeg met haar drie kinderen, een zoon en twee dochters.